# Psychologie masculine
 (juillet 2011).
Améliorez-le ou discutez des points à vérifier. 
Cet article concerne la psychologie masculine.
Les approches de la psychologie masculine, du fonctionnement psychique de l'homme sont multiples et il existe autant d'approches que de psychologies.[style à revoir]

## La psychologie analytique
La psychologie analytique a décrit la construction de la masculinité et le fonctionnement du système psychique.

### L'intégration des caractères masculins
- L'intégration des caractères masculins se ferait par l'acceptation de sa féminité par l'homme. Tout comme la femme devrait accepter sa masculinité. Ce processus se fait avec difficulté pour les deux genres. Pour l'homme, la part de féminité sera nommée l'Anima.

### Processus d'intégration ou individuation
L'individuation est, pour Carl Gustav Jung, l'Archétype du Soi qui suscite et dynamise un processus.
L’individuation est un concept propre à la psychanalyse jungienne, mieux nommée psychologie analytique. Ce concept ne peut s'entendre (avoir du sens) que par rapport aux autres concepts dans le cadre de la théorie élaborée en psychologie analytique.

« L'individuation n'a d'autre but que de libérer le Soi, d'une part des fausses enveloppes de la persona, et d'autre part de la force suggestive des images inconscientes. »

L'individuation est caractéristique de la seconde moitié de la vie : quand l'homme a établi sa place dans le monde une nouvelle exigence peut se faire valoir à lui : celle d'être vraiment lui-même, être ce qu'il est, tout ce qu'il est, et seulement ce qu'il est.
Une telle exigence est loin de ce que certains ont voulu en faire : si, dans ce processus, l'individu se sent parfois en lien intime avec l'univers, comme un microcosme à l'image du macrocosme, ce n'est là qu'un des aspects d'un processus complexe qui passe par différentes étapes de conscientisation, confrontation et intégration des contenus de l'inconscient.
Jung a décrit quelques-unes des principales étapes de ce processus, selon les contenus inconscients avec lesquels l'individu a selon lui affaire :  la persona représente pour lui l'identification de la personne avec son rôle dans la société, l'ombre contient tout ce que la personne juge moralement répréhensible, l'anima (pour les hommes), ou l'animus (pour les femmes) représentent respectivement les valeurs féminines et masculines.
Pour Jung, nombre de conflits inconscients à l'origine de troubles névrotiques résultent de la difficulté à accepter cette dynamique qui vient décentrer le sujet conscient de sa position habituelle et le confronter à des parts de lui-même qu'il avait l'habitude d'ignorer.

### Les figures auxquelles un homme s'identifie pour être lui-même
« Au Moyen Âge, bien avant que les physiologistes aient démontré que notre structure glandulaire confère à chacun de nous des éléments à la fois mâle et femelle, un dicton voulait que « chaque homme porte en lui une femme ». Et c'est cet élément féminin dans chaque homme que j'ai appelé l'« anima ». Cet aspect féminin est essentiellement une certaine façon, inférieure qu'a l'homme de se rapporter à son entourage, qu'il cache aux autres tout autant qu'à lui-même. Même lorsque la personnalité visible d'un individu paraît normale, il se peut qu'il dissimule aux autres et à lui-même cette « femme qu'il porte en lui » et dont l'état est quelquefois déplorable. »

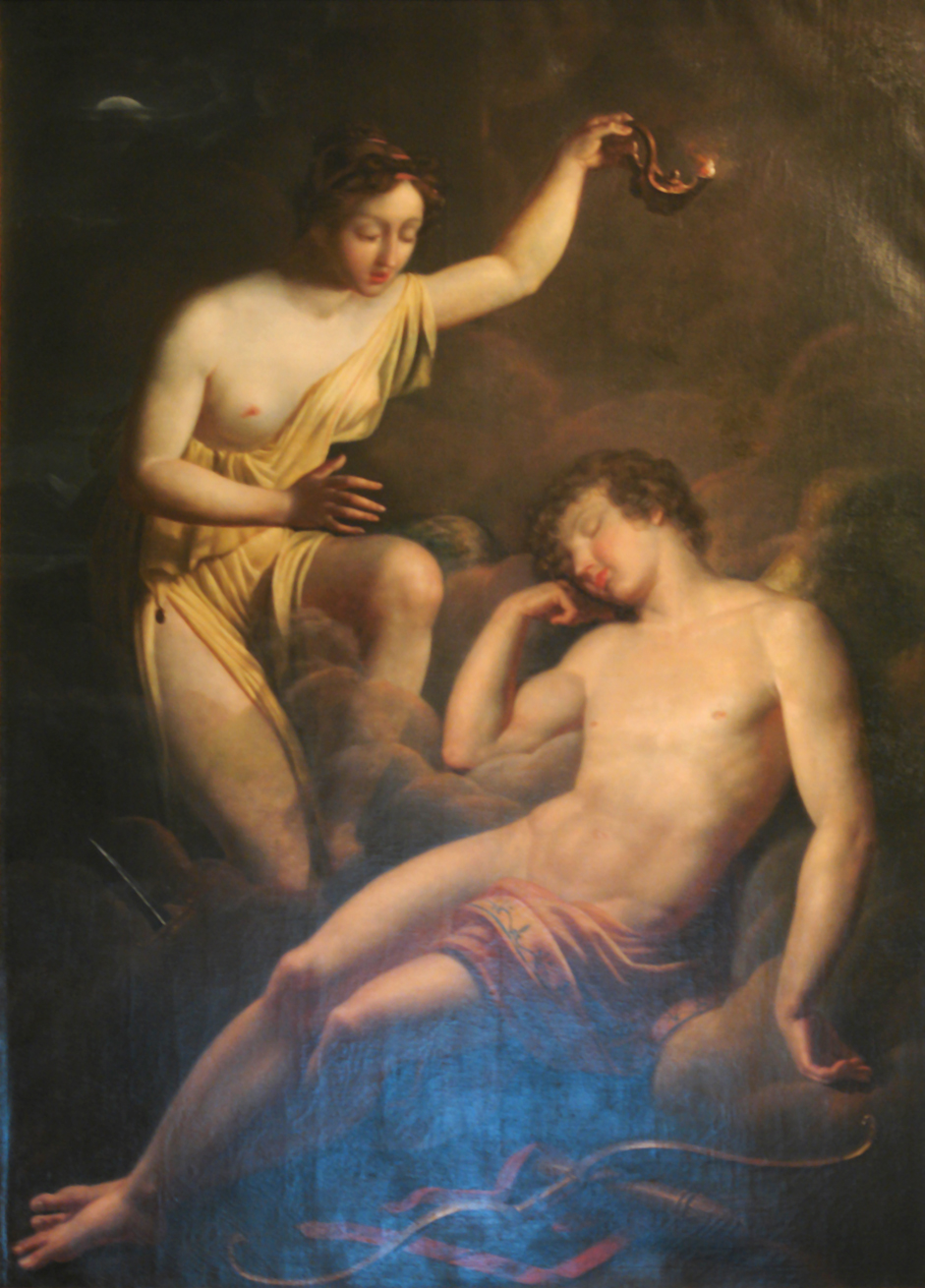
"Apparition de la femme qui est en l'homme". Ici Psyché et éros.

Selon Jung, les figures féminines de la catégorie Anima se révèlent en général aux hommes. C’est pourquoi il la nomme la part féminine de l’homme. Dans le cadre de la clinique, ou simplement en suivant ses rêves jour après jour sur une longue période, et en prenant conscience de cette part féminine et de ces personnages qu’il a en lui, le masculin réel de l’homme se met à se développer. Jung nomme ce processus l’individuation.
L’aboutissement de cette réalisation se ferait en général, selon lui, par la rencontre avec la figure de la femme sage vers la fin du processus. Les personnages masculins (bien que relevant en général de la psyché féminine) apparaissant parfois dans l’homme au cours de ce processus.
Constituant l'anima, part féminine de l'homme on distingue :
- 1er niveau : femme primitive  - par exemple Ève, Vénus, mais aussi les sirènes, ou les femmes fatales. etc.
- 2e niveau : femme d'action - Par exemple Jeanne d'Arc, Diane chasseresse, les amazones etc.
- 3e niveau : femme de la sublimation- Par exemple : Vierge chez les catholiques, Kali chez les hindous, Isis, ou encore Demeter.
- 4e niveau : femme sage - Par exemple Athéna, une déesse mère, une guide.

Chaque niveau correspondrait à un niveau de maturité psycho-affective : "L'anima du quatrième niveau, stade le plus élevé, correspond à une sagesse transcendante, sous l'image d'Athéna, la Sophia des gnostiques, les initiatrices et les muses. La dimension féminine entre en étroite relation avec la dimension masculine.".

### Les freins au développement de soi
Certains éléments familiaux dont l'absence de père (ou d'homme -genre masculin-) ou la présence d'une mère castratrice (omnipotente, sur-autoritaire, exigeante)

#### Exemple: L'absence du père
Des auteurs comme Guy Corneau ont souligné les effets de l'absence du père.
Corneau étudie la blessure morale dont souffrent certains hommes qui ont manqué de contacts de qualité avec leur père. Cette analyse se base autant sur sa propre vie (notamment avec, ou plutôt, sans son père Alcide) que sur les constats faits dans son cabinet de psychologie analytique. Le succès de librairie l'amène à donner des conférences et à intervenir en radio et en télévision, au Québec d'abord, dans la francophonie ensuite.
En 1992, il reprend un concept né à Vancouver sous le nom de M.E.N (Men Evolution Network) et lance avec d'autres le Réseau Hommes Québec. L'idée est de donner la possibilité à des hommes de toutes conditions, de se retrouver dans des groupes de parole et d'écoute autogérés pour approfondir la réflexion et la conduite de sa vie. Le même concept est aussi mis en route pour des groupes de femmes avec le Réseau Femmes Québec. Ces versions masculines et féminines prendront modestement racine dans les pays d'Europe francophone. Son intérêt initial pour la planète des hommes n'en fait pas un adepte du masculinisme et s'il est ponctuellement critiqué sur certains aspects du féminisme il n'en est pas un détracteur.

#### Deuxième exemple: La violence des mères castratrices
- Les mères dévorantes
- Les mères envahisseuses[5].

#### Troisième exemple: Une place d'assisté ou de dominé dans la famille
Un des autres points freinant le bien-être et la place qu'occupe l'homme dans la famille. Sans être forcément toujours le dominant, il a son mot à dire et des actions à mener tant pour son épanouissement que pour l'épanouissement de sa famille

### Les solutions au développement de soi

#### Thérapie
Que la violence soit ancienne ou actuelle, les hommes peuvent soigner les violences conjugales,

## La psychanalyse

### Le complexe d'Œdipe
Concept théorique central de la première topique de Sigmund Freud, et proposition principale de la psychanalyse freudienne, le complexe d'Œdipe se définit comme l'ensemble des pulsions qui pousse l'enfant mâle, lors du troisième stade du développement (stade « œdipien ou phallique », entre 2 ou 3 ans, après le stade « oral » et le stade « sadique-anal »), à ressentir une attirance pour sa mère et une hostilité pour son père.
Selon Freud, l'élaboration d'un complexe d'Œdipe constitue une étape normale dans le développement psychologique des garçons. La mère étant perçue, depuis le premier stade du développement, comme la « nourricière » qui procure du plaisir (en donnant le sein), le petit garçon tend progressivement à « se l'approprier ». Cette pulsion tendre déclenche le complexe proprement dit, qui se déroule alors en trois phases :

#### La phasephallique
Le garçon a l'intuition des jeux sexuels existants entre ses parents et prend conscience qu'il existe entre eux une complicité d'où il est exclu. La frustration qu'il en ressent provoque plusieurs comportements typiques où l'enfant tente de s'interposer entre son père et sa mère (il entre dans la chambre parentale sans frapper, par exemple). Il entre en rivalité directe avec son père et exhibe son pénis à sa mère.

#### Lacastrationsymbolique
Le père s'oppose aux désirs de l'enfant et prend, aux yeux du garçon, la stature d'une figure autoritaire susceptible de le punir. L'enfant s'imagine la castration soit comme sanction par le père dans leur rivalité (on parle alors de « complexe d'Œdipe positif »), soit comme identification à la mère dans un désir inversé de séduire alors le père (il s'agit dans ce cas d'un « complexe d'Œdipe inversé », lequel rend compte de l'ambivalence et de la bisexualité humaine). Cependant, les pulsions sexuelles constitutives du complexe sont refoulées. Cette étape génère des traumatismes et des névroses.
L'angoisse de castration se comprend comme un concept de la psychanalyse. Elle peut se formuler comme complexe de castration, et repose sur un fantasme originaire, celui de la castration, comme expliquant la différence des sexes. Le garçon interprète la castration comme menace : celle d'une autorité paternelle réprimant la sexualité. Ce complexe de castration survient donc au sortir de l'Œdipe, comme renoncement à l'objet maternel et comme marquant le début de la période de latence et de la formation du surmoi. Des auteurs postérieurs à Sigmund Freud ont cependant compris le surmoi comme instance bien plus précoce.

### La résolution du conflit
Le refoulement des pulsions sexuelles dure jusqu'à l'adolescence, âge auquel la crainte de la castration amène le garçon à renoncer à la satisfaction sexuelle avec l'un ou l'autre de ses parents et lui permet de sortir du complexe d'Œdipe, de chercher d'autres partenaires sexuels que sa mère, et de construire désormais sa personnalité en empruntant des éléments à son père autant qu'à sa mère.[réf. nécessaire]